# Ženski vaterpolo na Mediteranskim igrama
Ženski vaterpolo je u programu Mediteranskih igara od 2018. godine.

## Izdanja
|       | zlato      | srebro  | bronca |
| 2018. | Španjolska | Italija | Grčka  |

### Vječna ljestvica
| Reprezentacija | zlato | srebro | bronca | Ukupno na MI |
| Španjolska     | 1     | 0      | 0      | 1            |
| Italija        | 0     | 1      | 0      | 1            |
| Grčka          | 0     | 0      | 1      | 1            |